# Lilo & Stitch 2 – Stitch völlig abgedreht
Lilo & Stitch 2 – Stitch völlig abgedreht (Originaltitel: Lilo & Stitch 2: Stitch Has a Glitch) aus dem Jahr 2005 ist die Fortsetzung des Filmes Lilo & Stitch und die 36. DTV-Produktion der Walt Disney Company.

## Handlung
Lilo und die Hula-Schülerinnen bereiten sich für den Hula-Wettbewerb vor. Jede von ihnen ist verpflichtet, beim May Day Festival zu erscheinen, weil dort der Wettbewerb stattfindet, und dafür müssen sie einen Originaltanz einstudieren. Derweil holt die dunkle Vergangenheit Stitch ein. Es scheint, dass nachdem Stitch kreiert wurde, Jamba keine Chance hatte, ihn richtig aufzuladen, was zu einer Fehlfunktion führt. 
Der Grund für das Auftreten des Fehlers ist, dass Stitch zu seinem destruktiven Wesen umprogrammiert wurde. Letztendlich will Stitch genau wie vorher alles zerstören. Wenn es Jamba nicht gelingt, Stitch zum guten Wesen umzuprogrammieren, geht Stitch die Energie aus und er wird sterben.
Unterdessen treibt Stitch böses Verhalten einen Keil zwischen Lilo und ihn. Stitch ruiniert die Chancen, den Hula-Wettbewerb zu gewinnen. Lilo ist sauer und schickt Stitch weg, damit er keinen Vandalismus beim Festival begeht, aber um Stitch zu helfen, verliert Lilo den Hulawettbewerb freiwillig und bevor Stitch beinahe stirbt, wird er durch Lilos Liebe wiederbelebt.

## Synchronisation
| Rolle          | Englischer Sprecher | Deutscher Sprecher    |
| -------------- | ------------------- | --------------------- |
| Lilo           | Dakota Fanning      | Shir-Aviv Hommelsheim |
| Stitch         | Chris Sanders       | James Gardiner        |
| Nani           | Tia Carrere         | Anna Carlsson         |
| David          | Jason Scott Lee     | Timmo Niesner         |
| Agent Pleakley | Kevin McDonald      | Oliver Rohrbeck       |
| Jamba          | David Ogden Stiers  | Roland Hemmo          |

Als zusätzliche Sprecher traten noch auf: Emily Osment, Jennifer Hale und Paul Voigt.

## Sonstiges
Dies ist der einzige Film ohne Daveigh Chase, die Lilo in allen anderen Lilo und Stitch Filmen die Stimme leiht. Laut der Walt Disney Company war Chase wegen Lilo und Stitch (Fernsehserie) verhindert. Daher fragte sie ihre beste Freundin Dakota Fanning, ob sie die Aufgabe für sie übernehmen wolle.